# Skårup Skole
Skårup Skole er en folkeskole beliggende i Skårup, i Svendborg Kommune, Danmark. Skolen tilbyder undervisning fra børnehaveklasse til og med 9. klasse, og er en del af det kommunale skolevæsen. Den betjener elever fra lokalområdet og har tilknyttet en SFO.

## Historie
Der har været skolevirksomhed i Skårup siden 1800-tallet. Den lå tidligere i den vestlige del af byen og blev opført omkring midten af 1800-tallet. Bygningen fungerede som skole i en årrække, indtil nye skolebyggerier overtog funktionen i det 20. århundrede.
Den nuværende Skårup Skole er et resultat af løbende udbygninger og tilpasninger til ændringer i elevtal og undervisningsstruktur.